# Epuraea distincta
Epuraea distincta är en skalbaggsart som först beskrevs av Grimmer 1841.  Epuraea distincta ingår i släktet Epuraea, och familjen glansbaggar. Arten har ej påträffats i Sverige.